# Таа II Секененра
Таа II Секененра (англ. Tao II Seqenenre), також відомий як «Хоробрий» (1560–1555 до н. е.) — давньоєгипетський фараон XVII династії.

## Правління
Таа II Секененра правив південним Верхнім Єгиптом зі столицею Уасет приблизно в 1560-1555 роках до н. е., тоді, як Середній і Нижній Єгипет перебували під владою азійських загарбників гіксосів.
У цей час нижній і середній Єгипет був окупований гіксосами — династією палестинського походження, яка правила з міста Аваріс у дельті Нілу. Безпосереднім наступником Таа II Секененра був його син Камос. Яхмос І, інший син, правив після регентства своєї матері.

## Обставини загибелі
Таа II Секененра могли позбавити життя, схопивши посеред ночі або на полі бою у віці 40 років, під час спроби звільнити Єгипет від гіксосів у 1555 році до н. е. Загинув в результаті удару холодною зброєю у верхню частину голови, що ймовірно, і призвело до його смерті.
Рештки фараона Секененра Таа II було знайдено серед сотень трун і мумій у 1886 році французьким єгиптологом Гастоном Масперо.

## Сучасні дослідження
Археологи з австралійського Університету Фліндерса в Аделаїді реконструювали обличчя фараона. Фахівці склали його обличчя за допомогою комп'ютерної томографії та рентгенівських фото понівеченого черепа фараона, показавши його з маленькими очима, губами і високими вилицями. Реконструкція обличчя дала зрозуміти, що удар у верхню частину черепу єгипетського фараона Таа II Секененра, ймовірно, призвів до його смерті.